# Zahradní slavnost
Zahradní slavnost je divadelní hra Václava Havla z roku 1963. Je řazena do žánru absurdního dramatu. Hlavní postavou je mladý přičinlivý Hugo Pludek, který dosahuje společenského vzestupu pomocí dokonalého ovládnutí obsahově vyprázdněných frází. Hra  byla poprvé uvedena v Divadle Na zábradlí v prosinci 1963.

## Postavy
- Hugo Pludek
- Oldřich Pludek, otec Huga
- Božena Pludková, matka Huga
- Petr Pludek, bratr Huga
- Amálka, snoubenka Petra
- Ferda Plzák, zahajovač
- Tajemnice
- Tajemník
- Ředitel

## Děj
Hugo Pludek, syn ze středostavovské rodiny, je rodiči vyslán na zahradní slavnost Likvidačního úřadu, pořádanou Zahajovačskou službou, aby se zde setkal s vlivným Františkem Kalabisem. Hugo zde Kalabise nenajde, místo toho se rozvine sled absurdních situací. Všichni funkcionáři Likvidačního úřadu i Zahajovačské služby hovoří degenerovaným, formálním a bezobsažným jazykem, jak se očekává od jejich role v byrokratickém systému. Hugo si rychle osvojí frázi jako univerzální dorozumívací techniku, postupuje na společenském žebříčku a nakonec stane v čele nově ustavené Ústřední komise pro zahajování a likvidování. Důsledkem je ztráta vlastní identity. Když Hugo přijde domů, je natolik změněn, že jej vlastní rodiče nepoznávají.

## Význam
Odposlechnuté dobové fráze upomínají na Československo 60. let, kdy věty a obraty, které dříve měly ideový, revoluční náboj, slouží už jen pro dokazování konformity s vládnoucím režimem (obdobně jako to Havel později analyzoval v eseji Moc bezmocných) a vyhnutí se skutečné zodpovědnosti. Hru lze ale aplikovat i obecně na tendenci jakékoli mocenské organizace vyvinout si vlastní jazyk a uzavřít se do sebe.
„Fráze je hlavním ‚hrdinou‘ hry... Fráze osnuje a komplikuje zápletku, posunuje příběh, a odtržena od jedinečné skutečnosti, vyrábí a prosazuje skutečnost novou a vlastní.“ — Jan Grossman, doslov k vydání hry Zahradní slavnost, Praha, Orbis 1964

## České divadelní inscenace
- 1963 - Divadlo Na zábradlí, režie Otomar Krejča, v roli Huga Pludka Václav Sloup,[2] světová premiéra
- 1964 - Státní divadlo Brno, režie Rudolf Jurda[3]
- 1965 - Divadlo pracujících Gottwaldov, režie Zdeněk Hruška[4]
- 1990
  - Státní divadlo Ostrava, režie Pavel Palouš[5]
  - Divadlo pracujících Gottwaldov, režie Josef Morávek[6]
  - Divadlo Husa na provázku, režie Peter Scherhaufer[7]
  - Národní divadlo, režie Vladimír Strnisko[8]
- 1996
  - Západočeské divadlo, režie František Hromada[9]
  - Divadlo Na tahu, režie Andrej Krob[10]
- 2005 - Divadlo Na tahu Praha, režie Andrej Krob[11]
- 2009 - Slezské divadlo Opava, režie Rudolf Tesáček[12]
- 2010 - Depresivní děti touží po penězích, režie Martin Falář[13]
- 2013 - 2016 Národní divadlo, režie Dušan Pařízek[14]
- 2021 - 2022 Východočeské divadlo Pardubice, režie Břetislav Rychlík[15]